# Gasificación de biomasa

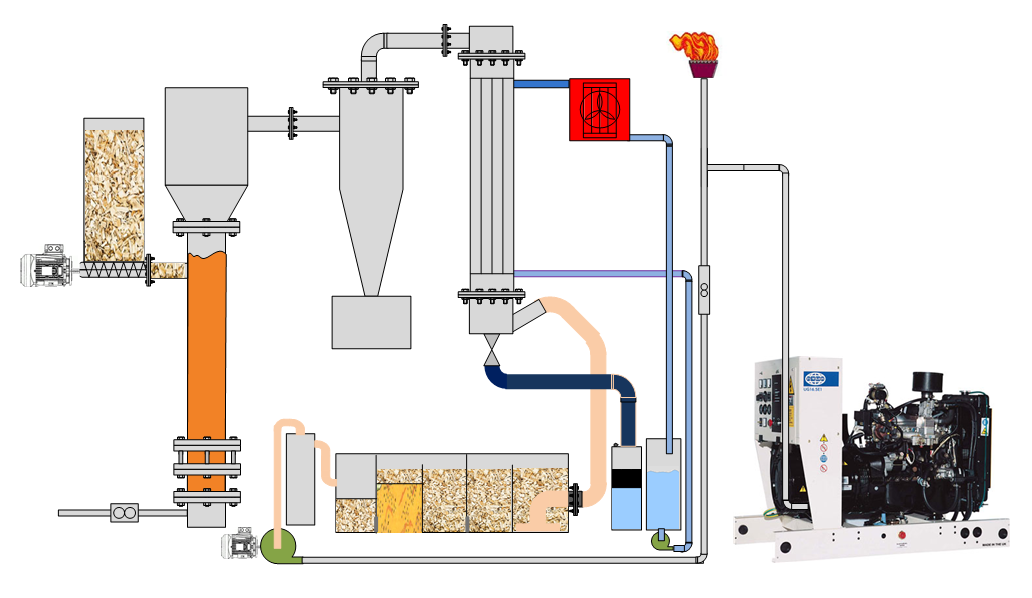
Esquema de una planta de gasificación de lecho fluido burbujeante.

La gasificación es un proceso termo-químico en el que la biomasa, normalmente de origen leñoso, es transformada en un gas combustible (conocido como syngas, gas de síntesis, gas pobre, gas de madera o gas de gasógeno). Se considera que el gas producido tiene un bajo o medio poder calorífico (1.000 - 3.000 kCal/ Nm³ ) si es comparado con el gas natural (9.000 kCal/Nm³>), el butano (28.000 kCal/Nm³) o el hidrógeno (2.500 kCal/Nm³).
El gas producido contiene CO, H2, CH4, CO2, N2, vapor de agua entre otros componentes que se encuentran en menor cantidad. Estos compuestos se encuentran en el gas en proporciones distintas, principalmente según: la presentación y la composición de la biomasa, la tecnología utilizada para gasificar, el agente gasificante y la relación agente gasificante/biomasa. El agente gasificante puede ser vapor de agua, oxígeno, aire o una mezcla de los anteriores, obteniendo el gas con menor poder calorífico cuando se utiliza aire, en este caso la entrada se limita entre un 20 y un 40% del teóricamente necesario para una combustión completa, y la temperatura de operación oscila entre 700 y 1.400 °C según el tipo de tecnología utilizada y las condiciones del proceso.
El gas combustible generado puede ser aprovechado de diversas maneras: a través de procesos de combustión para producir electricidad y/o energía térmica o como gas de síntesis transformándose en productos de mayor valor añadido.

## Historia
La gasificación de biomasa y de carbón es una tecnología usada desde hace más de 200 años. Fue utilizada para producir gas de ciudad a finales del siglo XIX y durante el siglo XX y desde sus orígenes ha ido mejorando desde el punto de vista de la eficiencia de las emisiones al medio ambiente. Los primeros gasificadores de carbón fueron construidos en Alemania por Bischof en 1839 y por Siemens en 1861. El gas era utilizado como combustible para los hornos de la industria siderúrgica, luego mediante la aplicación de mecanismos de limpieza del gas, desarrollados en Inglaterra por Dowson en 1881, el uso de gasificadores se extendió a hornos pequeños y motores de combustión interna. A principios del siglo XX se utilizaron en barcos, automóviles, camiones y tractores. Durante la II guerra mundial, debido a las escasez de petróleo, la gasificación fue ampliamente utilizada. En Francia y en Suiza miles de coches, autobuses, camiones y barcos, utilizaban gas de madera como combustible, el cual era obtenido por gasificación a partir de carbón vegetal. Después de la Segunda Guerra Mundial, los bajos costes de los derivados del petróleo, en relación con la gasificación, hicieron que la tecnología se relegara a un segundo plano.,

## Aplicaciones
Las aplicaciones más importantes basadas en la gasificación las podemos dividir en cuatro áreas:
- Calefacción: Producción de calor por medio de una caldera para usos industriales, residenciales o servicios.

- Electricidad: Por medio de motores alternativos, turbinas de gas, turbinas de vapor, cogeneración, gasificación integrada en ciclo combinado - GICC y pilas de combustible, en la que el combustible es el hidrógeno obtenido a partir del gas generado en la gasificación.

- Productos químicos: Gas de síntesis o producción de hidrógeno.

- Transporte Mediante el uso del gas pobre directamente en un motor de combustión interna o del hidrógeno obtenido a partir del mismo.

## Ventajas
Como ventajas de la gasificación se puede señalar su versatilidad, posibilidad de obtener la energía en el momento que ésta se requiera (de facilidad de almacenamiento de energía en forma de biomasa), aceptable eficiencia en la producción eléctrica (12-30%) y/o térmica (60 – 85%), poco impacto ambiental (se genera menor impacto ambiental cuando se realiza la combustión de un gas que de biomasa sólida) y la disminución del impacto por la reducción de gases de efecto invernadero (cuando lo que se gasifica es biomasa y no carbón u otro combustible de origen fósil). 

## Desventajas
La desventaja del proceso de gasificación de biomasa es que requiere de plantas industriales con altos costes de inversión y un aprovisionamiento de biomasa muy homogénea. 

## Tecnologías utilizadas para la gasificación de biomasa
La ubicación de la tecnología de gasificación de biomasa entre las tecnologías de conversión de energía más conocidas en la actualidad se muestra en la Figura. Como se puede observar, la gasificación es procesos termoquímico para la generación de energía, donde se mezcla biomasa con un agente gasificante, que podría ser aire, para producir un gas que puede ser utilizado para generar energía eléctrica en una turbina, en un motor de combustión interna o generar calor en una caldera. En azul se muestran las tecnologías de gasificación más comunes en la actualidad: Lecho fijo downdraft y lecho fluido burbujeante

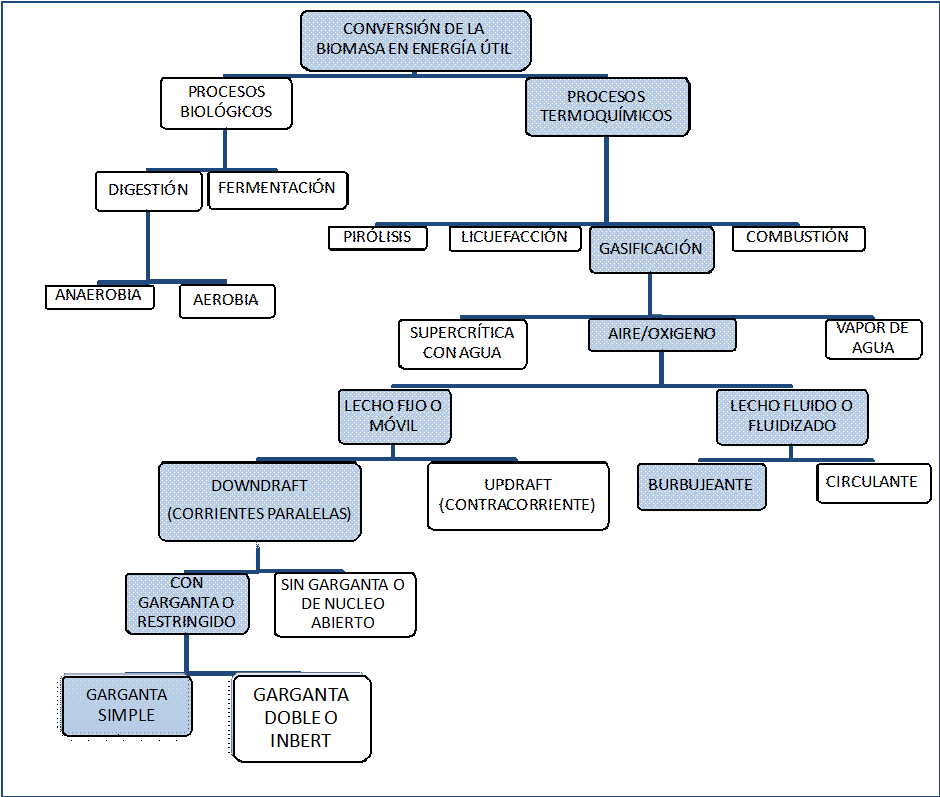
Ubicación de las tecnologías de gasificación entre las principales existentes en la actualidad para la generación de energía útil.

En la actualidad las tecnologías más utilizadas para la gasificación de biomasa son:

### Lecho fijo

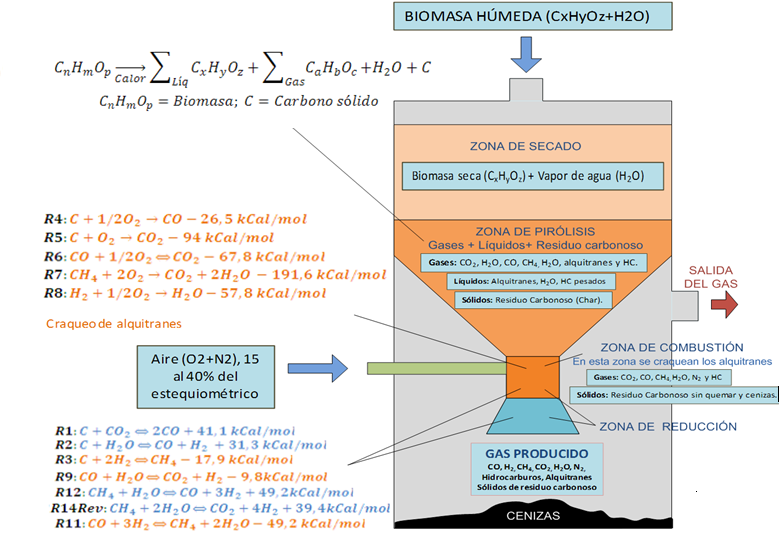
Reacciones en un reactor de lecho fijo downdraft.

Los más comunes son el updraft y el downdraft. En un gasificador updraft el aire y la biomasa van a contracorriente, a diferencia de este, la tecnología downdraft, o de corriente descendente, los flujos de biomasa y agente gasificante van en la misma dirección. El aire entra en el gasificador a una cierta altura por debajo de la parte superior del reactor y va directamente a la zona de combustión. La sección transversal se reduce normalmente mediante un troncocono en la garganta a partir de la cual el área del cono empieza a aumentar nuevamente. El gas producido fluye hacia abajo al igual que la biomasa (de allí el nombre de downdraft) y sale por la parte inferior del lecho de residuo carbonoso. 
A su paso por la zona de alta temperatura, donde el residuo carbonoso se está oxidando, el alquitrán contenido en el gas producido encuentra condiciones favorables para craquearse, por esta razón, un gasificador downdraft tiene una tasa de producción alquitranes baja (0,015 - 3 g/Nm³).
Esta configuración da lugar a un gas bajo en alquitranes, pero también de menor contenido energético. El propósito de que la zona de oxidación esté en la parte más estrecha de la garganta es forzar a todo el gas producido en la pirólisis a pasar a través de esta parte estrecha. Según, cuando la garganta es larga, la ubicación de los orificios de inyección esta aproximadamente a 1/3  de su altura desde su parte superior. Con este tipo de gargantas largas, el paso de los productos de la pirólisis a través de esta zona caliente y estrecha da como resultado una distribución uniforme de la temperatura sobre la sección transversal y permite que la mayoría de los alquitranes sean craqueados.
Los gasificadores downdraft, si son operados a la temperatura adecuada, producen un gas apropiado para motores de combustión interna. La succión del motor provoca un vacío en sistema de admisión que aspira aire del ambiente y lo hace pasar a través del lecho de biomasa para producir el gas que es succionado por motor de combustión. El bajo contenido de alquitrán en el gas producido, debido a que el gas pasa por una zona de alta temperatura donde los alquitranes se craquean, es la principal motivación para su uso en motores de combustión interna.
En un gasificador downdraft si se introduce residuo carbonoso  (carbón vegetal o char en inglés) en vez de biomasa de origen leñoso en la zona de combustión durante el encendido, el tiempo que tarda en encender disminuiría notablemente debido a que dicho residuo está seco, además se producen menos alquitranes en el arranque (que es la etapa más crítica debido a que la temperatura durante el arranque es baja) lo que se explica por el hecho de que el carbón vegetal ya ha sido pirolizado y por lo tanto se han retirado de él los alquitranes. 
La mayoría de las referencias bibliográficas coinciden en que los gasificadores downdraft con garganta no son adecuados para grandes potencias, debido a que no permiten una distribución uniforme de caudal y temperatura en la zona de generación del gas.

### Lecho fluido

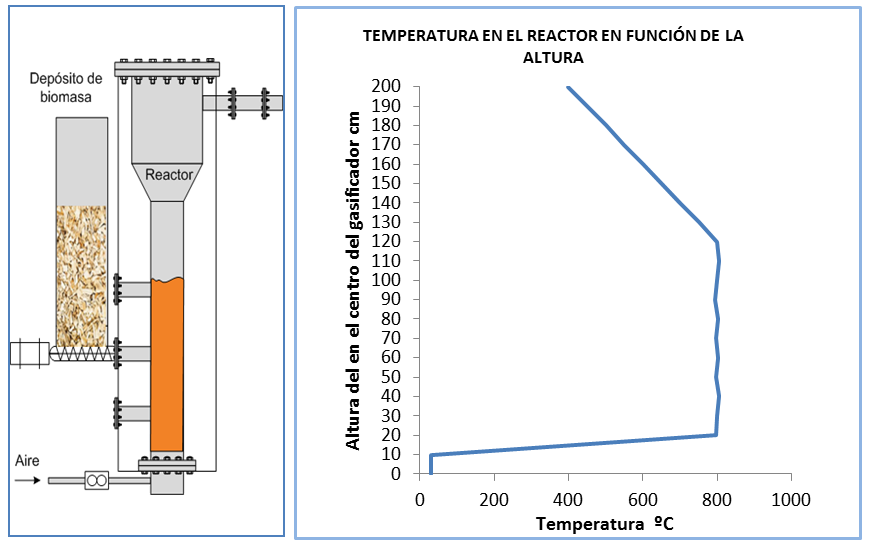
Perfil de temperaturas en un reactor de lecho fluido burbujeante.

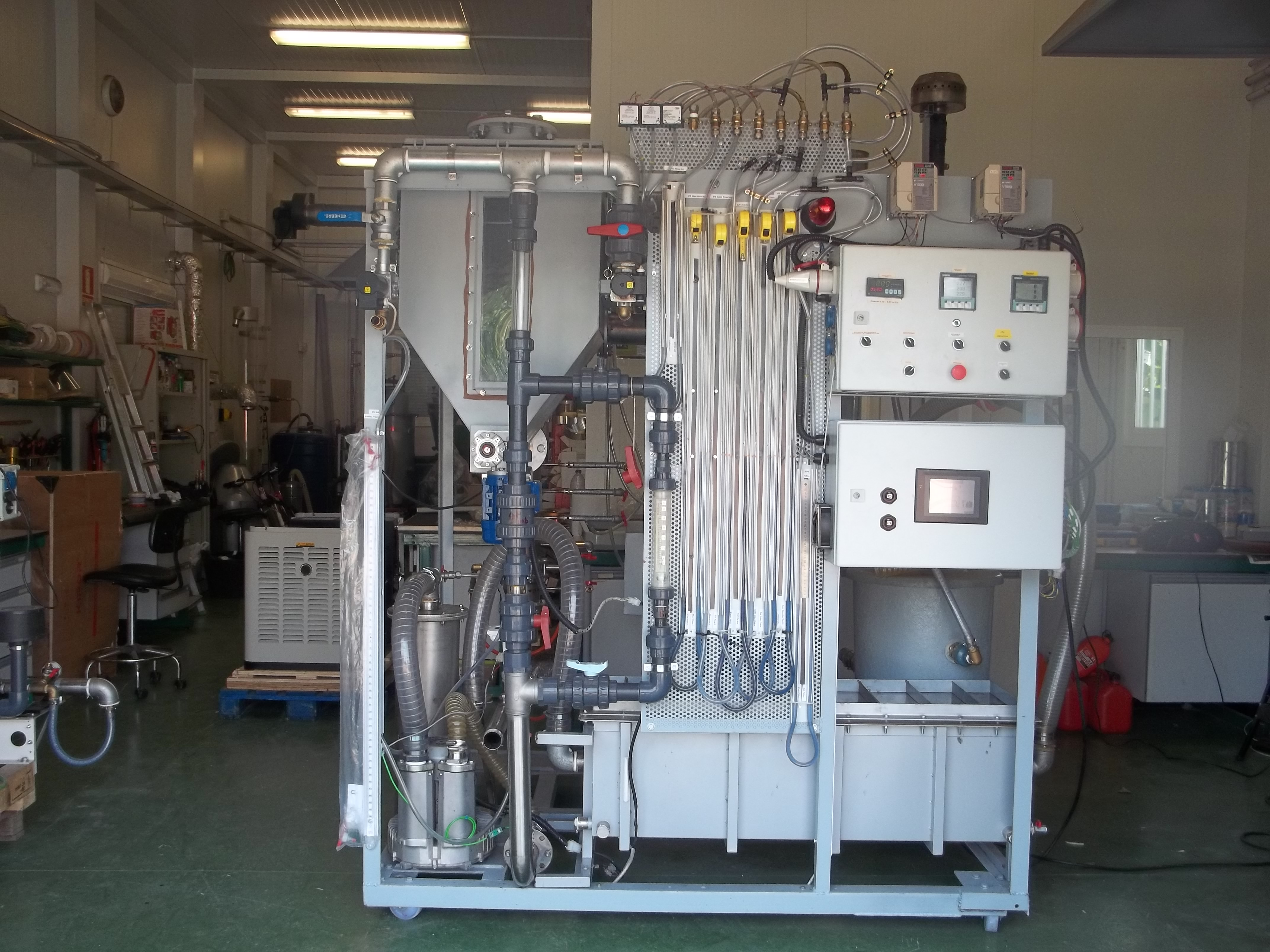
Vista frontal de la planta de gasificación de lecho fluido burbujeante ubicada en el LabDER, Instituto de Ingeniería Energética - Universidad Politécnica de Valencia.

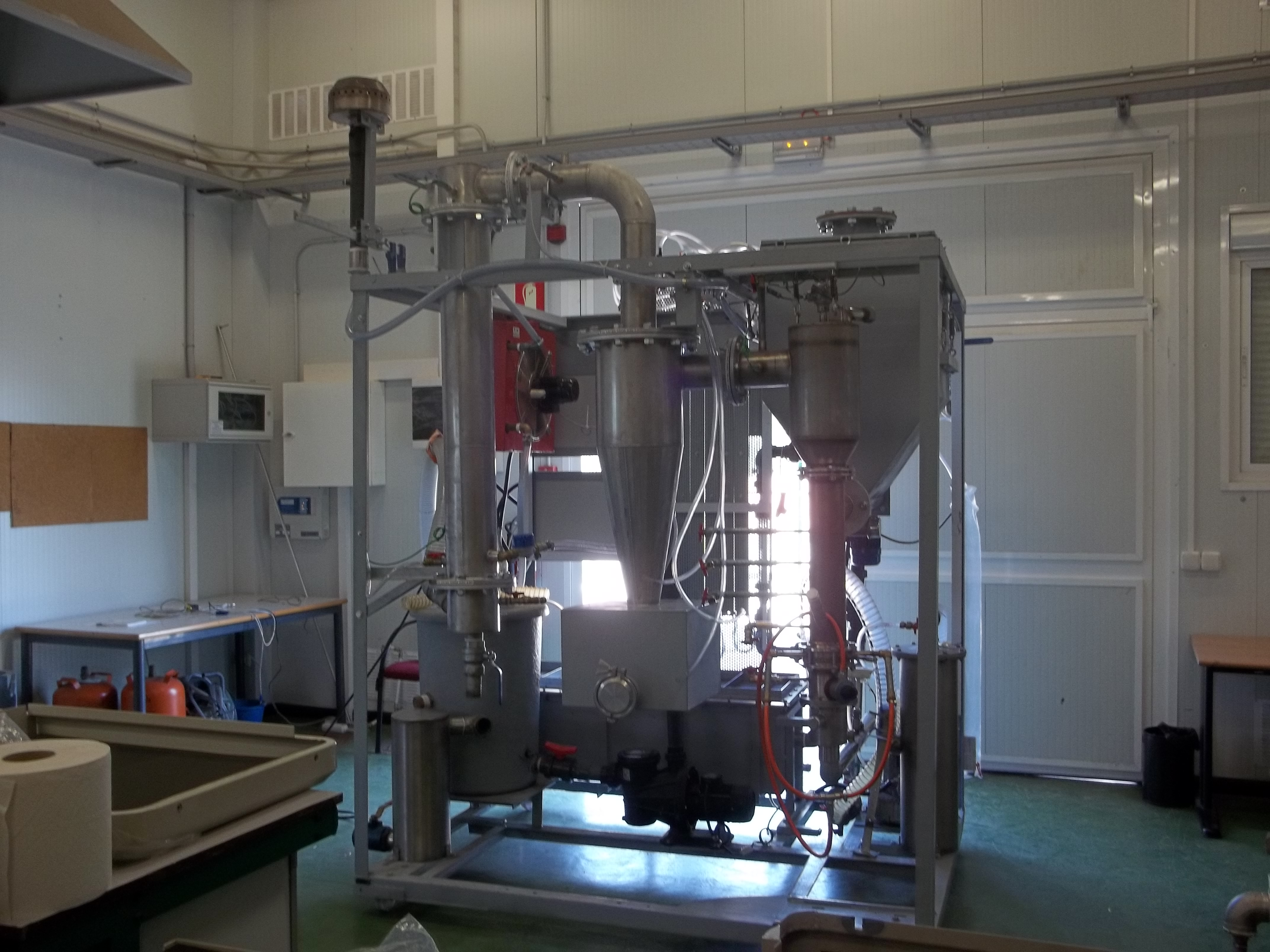
Vista trasera de la planta de gasificación de lecho fluido burbujeante ubicada en el LabDER, Instituto de Ingeniería Energética - Universidad Politécnica de Valencia.

Las tecnologías más conocidas son: burbujeante y circulante. En un gasificador de lecho fluido burbujeante, el combustible es alimentado por la parte superior o lateral, el agente gasificante (aire, oxígeno, vapor de agua, dióxido de carbono o una mezcla de ellos) es además el gas de fluidización y es introducido por la parte inferior del reactor. 
En este tipo de gasificadores, las partículas de combustible sólido que acaban de ingresar al reactor se ponen en contacto con el lecho a alta temperatura el cual rápidamente las calienta hasta la temperatura del lecho y hace que éstas experimenten las distintas fases del proceso: secado rápido, pirólisis, combustión de residuo carbonoso y generación de gas. 
A pesar de que los sólidos del lecho se mezclan adecuadamente, el gas de fluidización se mantiene en modo flujo pistón, entrando por la parte inferior y saliendo por la parte superior. Al entrar en la parte inferior del lecho, el oxígeno entra en contacto con el residuo carbonoso que a su vez está en contacto con el material del lecho (generalmente arena) llevándose a cabo en primer lugar reacciones de oxidación exotérmicas (R4, R5 y en menor medida R8 - ver figura). El material del lecho de inmediato dispersa el calor liberado por estas reacciones a todo el lecho fluido.
Reacciones posteriores a la de oxidación se llevan a cabo en la parte superior a medida que el gas asciende por el lecho (R1 a R3 - ver figura). Las burbujas del lecho pueden servir como el principal conducto del aire o del gas hacia la parte superior del lecho, estas burbujas están relativamente libres de sólidos y a su vez ayudan a que haya un mejor mezclado, las burbujas también evitan que el gas entre en contacto con los sólidos y por lo tanto que no participe en las reacciones de gasificación. Los productos de la pirólisis entran en contacto con los sólidos calientes, que se descomponen en gases condensables y no condensables, si los gases condensables escapan del lecho a través de las burbujas y su concentración aumenta en la zona más fría pueden formarse alquitranes y residuo carbonoso en la parte superior del lecho y salir del reactor en este estado sin ser craqueados previamente. La concentración de alquitranes en el gas normalmente es superior a 10 g/Nm3. El alto grado de mezclado de los sólidos ayuda a un gasificador de lecho fluido burbujeante a lograr una temperatura uniforme, sin embargo algunas partículas de biomasa se gasifican totalmente y otras parcialmente,  por lo tanto algunos sólidos abandonan el lecho cuando aun contienen residuo carbonoso parcialmente gasificado y alquitranes. Las partículas de residuo carbonoso arrastradas fuera del lecho burbujeante, contribuyen a disminuir la eficiencia de conversión de biomasa y aumentar la concentración de sólidos en el gas y los alquitranes en el gas obligan un sistema de limpieza más robusto y con un mayor consumo de energía para que el gas producido pueda ser utilizado en un motor de combustión interna.
Los gasificadores de lecho fluido normalmente operan en un rango de temperatura de 800 a 1.000 °C, sin sobrepasar este valor para evitar la aglomeración por fusión de las cenizas y a su vez aglomeraciones de esta con arena. Debido a la gran inercia térmica y al mezclado óptimo que se lleva a cabo en este tipo de gasificadores, una amplia gama de combustibles o una mezcla de ellos pueden ser gasificados con esta tecnología. Esta característica es especialmente atractiva para los combustibles como los residuos agrícolas y la madera, que pueden estar disponibles para la gasificación en diferentes épocas del año. Por esta razón, muchas de las actividades de investigación y desarrollo en la gasificación de biomasa a gran escala se centran en las tecnologías de lecho fluido. En la Figura se muestra el perfil de temperatura típico en el reactor de un gasificador de lecho fluido burbujeante.
Además de las tecnologías mencionadas, en la actualidad está en auge la tecnología de gasificación conocida como Gasificación de Flujo por arrastre.

## Reacciones que se llevan a cabo en el proceso de gasificación

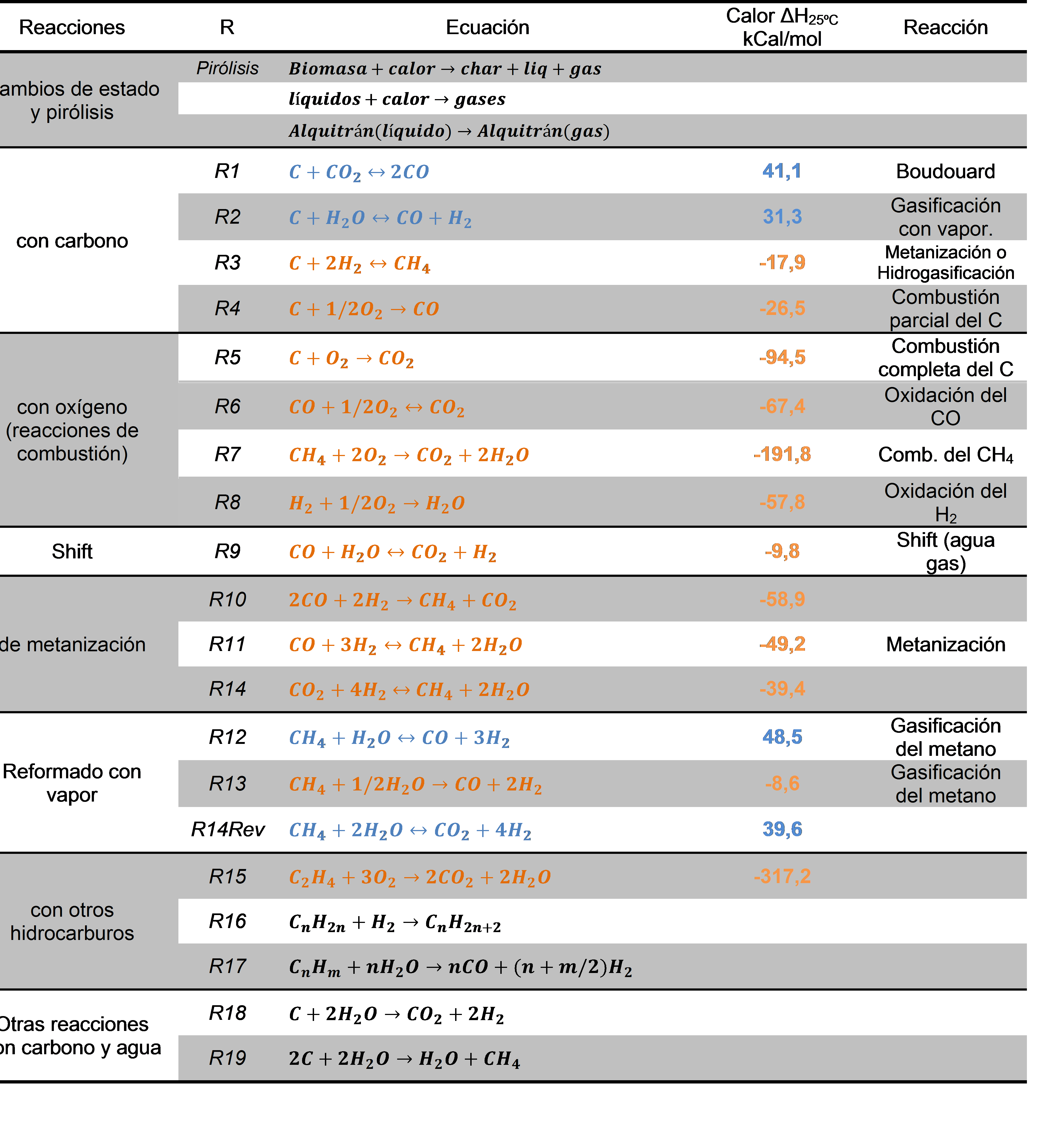
Reacciones que se llevan a cabo en el proceso de gasificación de biomasa. En azul reacciones endotérmicas y en Naranja reacciones exotérmicas.

El número de reacciones que tienen lugar en el proceso de gasificación de biomasa es muy elevado. La composición final del gas depende de diversos factores, entre ellos: 
- La composición de la biomasa (de la cual depende su poder calorífico).
- El contenido de humedad
- La temperatura a la que se llevan a cabo las reacciones.
- La relación agente gasificante/biomasa
- El tamaño y la densidad de la biomasa triturada y
- El tipo de tecnología utilizada.

El gas obtenido contiene monóxido de carbono (CO), dióxido de carbono (CO2), hidrógeno (H2), metano (CH4), pequeñas cantidades de otros hidrocarburos más pesados, agua (H2O), nitrógeno (N2) (cuando se usa aire como agente gasificante) y diversos compuestos no deseados como pequeñas partículas carbonosas, cenizas y alquitranes. EL CO, el H2 y el CH4 son los componentes que principalmente confieren poder calorífico al gas. 
Las ecuaciones que se llevan a cabo en el proceso de gasificación de la biomasa, cuando se utiliza aire como agente gasificante, clasificadas según las reacciones con C, O2, H2O, producción de CH4 y reformado con vapor se muestran en la tabla.
En el proceso de combustión según las reacciones R4 y R5 (ver tabla), el residuo carbonoso (char) reacciona con el oxígeno, pero al haber defecto de este se produce una combustión incompleta que produce CO y residuo carbonoso (char) sin reaccionar, este residuo carbonoso posteriormente reacciona con los gases presentes, principalmente CO2 y H2O (reacciones heterogéneas gas-sólido) para producir CO y H2 (Reacciones R1 y R2). Al ser las más lentas, las reacciones que limitan la velocidad son las reacciones sólido - gas donde no participa el oxígeno (R1 a R3) . La producción de hidrógeno se ve favorecida por la presencia de agua en la biomasa y vapor de agua en el agente gasificante. El hidrógeno se produce principalmente por las reacciones R2 y R9, y en menor medida a partir de R12, R13, R14Rev y R17. No obstante un exceso de humedad disminuye el rendimiento del proceso global. Son aceptables valores hasta un 30% de humedad en la biomasa, de lo contrario habría que hacer un tratamiento previo para secarla con el consiguiente consumo energético. La formación de metano se lleva a cabo mediante las reacciones R3, R10, R11 y R14.

## Etapas del proceso de gasificación

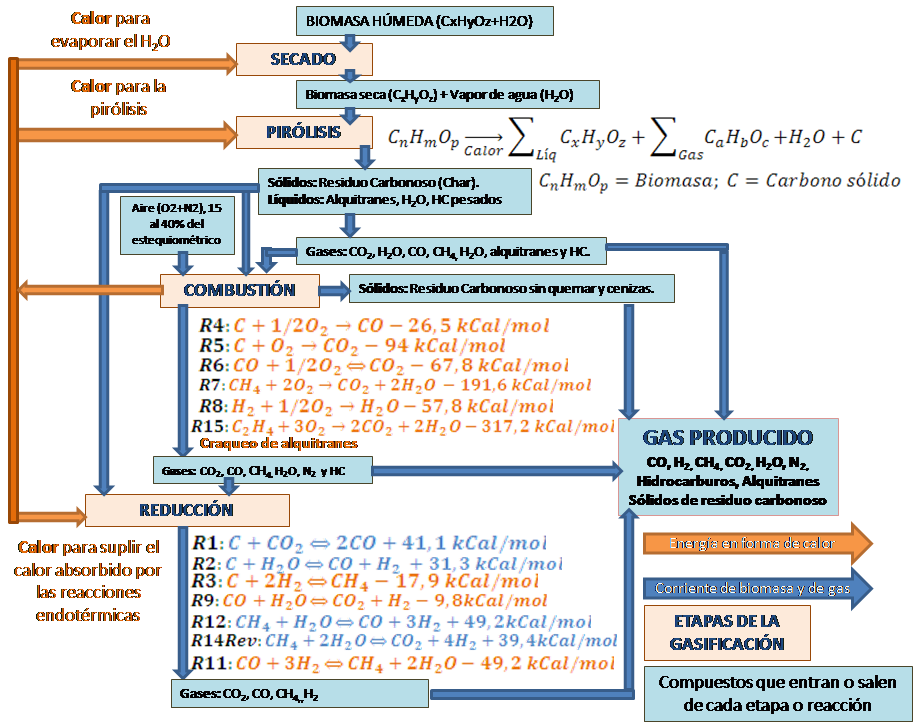
Etapas del proceso de gasificación de biomasa.

El proceso de gasificación consta principalmente de cuatro etapas: secado, pirolisis, combustión y reducción, que se muestran en la figura , con indicación de las reacciones químicas que tienen lugar en cada una de ellas.
Aunque estas etapas son frecuentemente modeladas en serie, no hay un límite claro entre ellas, y a menudo se superponen. En un proceso típico, la biomasa se calienta (seca) y luego se somete a degradación térmica o pirólisis, los productos de la pirólisis (gases, sólidos y líquidos) reaccionan entre sí, así como con el agente gasificante para formar el gas final. En la mayoría de los reactores para gasificación, la energía térmica necesaria para el secado, la pirólisis, y las reacciones endotérmicas de reducción provienen de las reacciones exotérmicas llevadas a cabo en la etapa de combustión como se muestra en la figura.
A continuación se describe de manera general el proceso que se lleva a cabo en cada etapa:

### Secado
La biomasa que se encuentra en la parte superior del reactor (lecho fijo), o que acaba de ingresar al reactor desde la tolva de alimentación (lecho fluido), se calienta y se seca, evaporando parte de la humedad contenida en ella utilizando el calor producido por las reacciones de combustión. Para la producción de un gas combustible con un valor calorífico aceptable, la mayoría de los sistemas de la gasificación usan biomasa seca con un contenido de humedad entre el 7 y el 20%. El contenido de humedad típico de la madera recién cortada oscila entre un 30 y un 60%, en estas condiciones cada kilogramo de humedad en la biomasa consume 540 kCal de energía que la misma biomasa debe suministrar para evaporar el agua, la energía consumida en este proceso no es recuperable. Para un nivel de humedad alto, esta pérdida es considerable, si bien no se puede hacer mucho acerca de la humedad interna de la biomasa ya que ésta se encuentra dentro de la estructura celular, si se puede disminuir la humedad externa o de la superficie. Por encima de 100 °C el agua que está en la superficie de la biomasa es retirada. A medida que aumenta la temperatura, los compuestos extraíbles de bajo peso molecular inician el proceso de volatilización que continúa hasta que se alcanza una temperatura aproximada de 200 °C. Cuando la humedad es muy alta, un pre-secado es necesario para eliminar tanta humedad de la biomasa como sea posible antes de alimentar el gasificador. 

### Pirólisis
Es un proceso de descomposición térmica sin casi presencia de oxígeno que ocurre entre 300 y 500 °C. En esta etapa se desprenden los gases combustibles más volátiles, algunos de los cuales no se queman por la ausencia de oxígeno y se convierten en alquitranes. Además de los gases, se produce un residuo sólido de aspecto carbonoso conocido como residuo carbonoso, char o carbón vegetal. Entre los gases producidos, los más importantes son: vapor de agua, CO2, H2, CO e hidrocarburos (como el benceno). 
La pirólisis habitualmente es dividida en pirólisis lenta (donde se crean los alquitranes por condensación de moléculas) y pirólisis rápida. La etapa de pirólisis es más rápida que la de reducción. La producción de gases se ve favorecida por un tiempo de permanencia y/o temperatura adecuadas. La fracción de hidrocarburos está compuesta de CH4 y alquitranes, la cantidad de alquitranes y aceites es mayor, conforme la temperatura y el tiempo de permanencia son menores.
La pirólisis que precede a la gasificación consiste en la descomposición térmica de las moléculas de hidrocarburos más pesados presentes en la biomasa para dar origen a moléculas de gas más pequeñas (condensables y no condensables) sin reacciones químicas importantes con aire, gas o cualquier otro agente gasificante.

### Oxidación o combustión
En esta zona, una parte del residuo carbonoso (char) se mezcla con el agente gasificante. Si el agente gasificante es aire (R5, C + O2 → CO2) se produce CO2 y se mantiene la temperatura entre 600 °C y 1.400 °C. Debido a que la cantidad de aire introducida es inferior a la estequiometricamente requerida para una combustión completa, (por lo tanto el oxígeno es el reactivo límite) se produce una combustión incompleta (R4, C + O → CO, ver figura) que genera CO, parte de éste se mezcla con el O2 para producir otra reacción de combustión (R6,  CO + ½ O2 ↔ CO2). Las reacciones de combustión completa e incompleta mencionadas son de carácter exotérmico y en ellas se produce principalmente CO y CO2, adicionalmente el oxígeno remanente, que ya es poco, se mezcla con CH4 y H2 producidos en reacciones anteriores de pirólisis y se forma CO2 y H2O (R7, CH4 + 2O2 → CO2 + 2H2O y R8, H2 + ½ O2 → H2O). Esta etapa produce el calor necesario para llevar a cabo las reacciones que lo requieren, como el secado y la pirolisis, además de suministrar calor a las reacciones de reducción que son endotérmicas, para mantener la temperatura. La reacción R5  (C + O2→ CO2) es la que desprende la mayor cantidad de calor, 94 kCal/kmol de carbono consumido, seguida de la reacción R4 (C + ½ O2  →  CO), que además produce CO, y libera 26,5 kCal/mol de calor. La velocidad de la reacción R4 es relativamente lenta. Las cantidades relativas de combustible, oxidante y vapor de agua regulan la fracción de carbono u oxígeno que reaccionan según las reacciones R4 o R5. Cualquier cantidad de oxidante adicional al requerido para mantener las reacciones endotérmicas a la temperatura adecuada, aumentará innecesariamente la temperatura del gasificador y las pérdidas, lo que se traduciría en una reducción de la eficiencia y del poder calorífico del gas producido.

### Reducción - Gasificación del residuo carbonoso
Esta etapa se produce después de la pirólisis y las reacciones correspondientes se llevan a cabo en paralelo con la etapa de combustión, aunque el calor y los productos de la combustión (como el CO2 y el H2O) son requeridos en esta etapa. La reducción es la más compleja de todas las etapas, envuelve reacciones químicas entre HC, H2O, CO2, O2 y  H2, así como entre los gases desprendidos. De todas estas reacciones, las de gasificación del residuo carbonoso producido son las más importantes.
Si comparamos el residuo carbonoso de la biomasa, con el del carbón fósil y coque, el primero es en general más poroso y reactivo, su porosidad está en el rango del 40 a 50% mientras que la del carbón fósil está entre el 2 y el 18%, los poros del residuo carbonoso de la biomasa son mucho más grandes (20-30 micras) que los del carbón fósil (~ 5 angstrom). Por lo tanto, el comportamiento de las reacciones es diferente cuando se utiliza el residuo carbonoso de la biomasa que cuando se utiliza lignito o turba. La reactividad de la turba decrece con el tiempo conforme se va convirtiendo, mientras que la reactividad del residuo carbonoso de la biomasa aumenta a lo largo del proceso de conversión. Esta tendencia inversa se puede atribuir a la creciente actividad catalítica de los componentes metálicos alcalinos del residuo carbonoso de la biomasa.